# اتلرد وسکس
اتلرد یا اتلرد یکم (انگلیسی: Ethelred، انگلیسی باستان: Æthelred) (زادهٔ پیرامون ۸۳۰ - درگذشتهٔ آوریل ۸۷۱) شاه وسکس و کنت از ۸۶۵ تا ۸۷۱ بود.

## زندگینامه
اتلرد پسر اتلولف، شاه وسکس بود و بنا بر وصیت پدرش باید پس از مرگ برادرش اتلبالد که در ۸۶۰ درگذشت بر تخت می‌نشست، اما او به نفع دیگر برادرش اتلبرت که شاه کنت بود کنار ایستاد و پس از مرگ او و رسیدن هر دو پادشاهی به اتلرد با عنوان شاه وسکس و کنت در ۸۶۵ یا ۸۶۶ تاجگذاری کرد.
بیشتر دوران حکومت اتلرد به درگیری با دانمارکی‌ها گذشت. در نخستین سال بر تخت نشستنش سپاه عظیمی از دانمارکی‌ها وارد آنگلیای شرقی شد و اتلرد و برادرش آلفرد در ۸۶۸ برای مقابله با این تهاجم گسترده به کمک بورگرد، شاه مارسیا شتافتند. اما دیری نپایید که مارسیایی‌ها با دشمنشان صلح کردند. در ۸۷۱ دانمارکی‌ها موفق به شکست اتلرد و برادرش در ریدینگ شدند اما بعدتر در همان سال انگلیسی‌ها توانستند پیروزی بزرگی را در محلی به نام آئسسدون به‌دست بیاورند. با این حال دو هفته بعد در باسینگ شکست خوردند ولی توانستند در میرتون (احتمالاً ماردن در ویلتشایر) علی‌رغم آنکه میدان در دست دانمارکی‌ها بود بر آنان پیروز شوند.
اتلرد در عید پاک ۸۷۱ بر اثر جراحات ناشی از جنگ با دانمارکی‌ها درگذشت و در ویمبورن به‌خاک سپرده شد.